# Regent’s Park (London Underground)

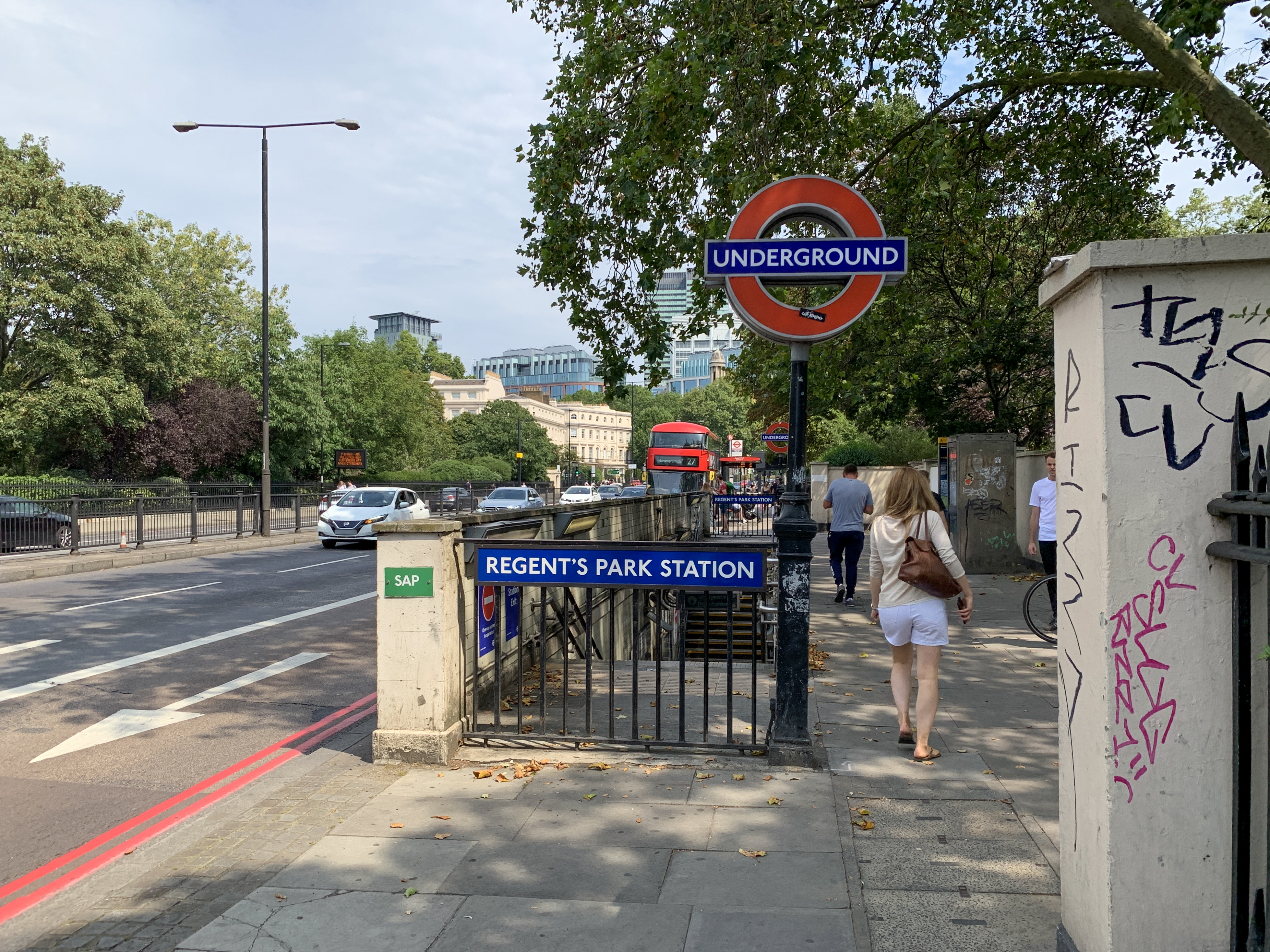
Station Regent’s Park

Regent’s Park ist ein U-Bahnhof der Londoner Bahnwerke im Stadtbezirk City of Westminster. Sie liegt in der Travelcard-Tarifzone 1 an der Südostecke des Regentenparks und wird von der Bakerloo-Linie bedient. Im Jahr 2014 nutzten 3,71 Millionen Fahrgäste die Station.
Eröffnet wurde der U-Bahnhof am 10. März 1906 durch die Baker Street & Waterloo Railway, wie die Bakerloo-Linie damals hieß. Sie ist eine der wenigen, die kein eigenes Gebäude besitzt. Die Fahrscheinschalter sind zwischen der Treppe und den Bahnsteigen angeordnet. Von 10. Juli 2006 bis 14. Juni 2007 war der U-Bahnhof wegen Renovationsarbeiten geschlossen. Nur etwa zweihundert Meter weiter östlich befindet sich der U-Bahnhof Great Portland Street, es besteht jedoch keine unterirdische Verbindung dorthin. 